# Cymothoa indica
Cymothoa indica Schioedte & Meinert, 1884 è un crostaceo isopoda ectoparassita della famiglia Cymothoidae.

## Distribuzione e habitat
La specie è ampiamente diffusa nell'Indo-Pacifico. Di recente è stata segnalata nel bacino orientale del mar Mediterraneo, quale parassita di diverse specie di barracuda.